# Gluconacetobacter diazotrophicus
Gluconoacetobacter diazotrophicus pertenece a las Alphaproteobacteria, es la primera bacteria que fue descrita dentro del género Gluconacetobacter y es una bacteria fijadora de nitrógeno. Es aeróbia, Gram negativa, y tiene la capacidad de oxidar etanol a ácido acético en medios de cultivo, lo que tiene un gran impacto industrial. 

## Características
- Bacteria endófita
- Fijadora de nitrógeno
- Acidófilas ( pH menor a 5)
- Sin actividad patógena para la planta
- Gram negativas
- Aerobias estrictas

## Hábitat y ecología
Se ha aislado de plantas como la caña de azúcar, la planta de café y la planta de piña. También se ha encontrado en las esporas de hongos micorrizicos, que crecen en la tierra de cultivo de caña y en insectos de orden Homoptera, que se alimentan de la misma planta.
Se ha observado que en medios de cultivo resisten condiciones con pH menor a 3, alta osmolaridad en sacarosa y glucosa, y concentraciones altas de amonio y oxígeno. La planta de la caña de azúcar posee condiciones muy similares a estas.

## Metabolismo
Como parte de su metabolismo realizan la oxidación incompleta de alcoholes y azúcares, produciendo acumulación de ácidos orgánicos como producto final. En estos procesos usan el etanol como sustrato. Como resultado de esto se lleva a cabo la producción comercial de ácido acético (vinagre). A este metabolismo también se asocian a procesos de avinagramiento de bebidas alcohólicas como la sidra, el vino o la cerveza.
Sin embargo, G. diazotrophicus carece de ciclo del ácido cítrico completo, por lo que no oxida el ácido cítrico a grandes escalas. Estas capacidades suboxidantes se usan para la manufactura del ácido ascórbico, proceso llamado bioconversión. También son capaces de sintetizar celulosa.

## Historia
Esta bacteria fue aislada por primera vez por Cavalcante y Döbereiner en 1988 de la planta Saccharum officinarum (caña de azúcar), que es cultivada en Brasil.
Inicialmente se describió como una bacteria fijadora de nitrógeno tolerante al ácido con lo que recibió el nombre de Saccharobacter nitrocaptans, y después de someterla a experimentos de hibridación de RNA/DNA y DNA/DNA se le cambió el nombre a Acetobacter nitrocaptans. Su nombre original fue Acetobacter diazotrophicus, pero posteriormente se propuso un nuevo modelo de la taxonomía de la familia de Acetobacteraceae, incluyendo los géneros: Acetobacter, Gluconobacter, Gluconoacetobacter y Acidomonas, basándose en el análisis de secuencias parciales del gen 16S ARN-ribosomal y del tipo de ubiquinona predominante.
G. diazotrophicus es actualmente la primera bacteria fijadora de nitrógeno perteneciente a esta familia siendo del género Gluconacetobacter.
Toda la familia Acetobacteraceae presenta flagelos, si estos flagelos son polares, pertenecen al género Acetobacter, mientras que si sus flagelos son pétricos, pertenecen al género Gluconacetobacter

## Impacto en la agricultura
G. diazotrophicus se ha inoculado en diferentes plantas y hongos como en la planta del camote, y se ha obtenido efectos benéficos ya que esta bacteria aporta mayor concentración de nitrógeno y fósforo, lo cual estimula el crecimiento de las plantas inoculadas.

## Otras especies
Se han encontrado varias especies fijadoras de nitrógeno de Gluconacetobacter entre las que están: Gluconacetobacter europaeus, Gluconacetobacter hansenii, Gluconacetobacter xylinus, Gluconacetobacter azotocaptans,  Gluconacetobacter johannae, y dentro de las que no son fijadoras de nitrógeno están: Gluconacetobacter liquefaciciens y Gluconacetobacter sacchari.